# Knochenhauer-Amtshaus
El Knochenhauer-Amtshaus (Gremi dels Carnissers) és un edifici històric de fusta a la Plaça del Mercat de Hildesheim, una ciutat situada al sud de l'estat federat de Baixa Saxònia (Alemanya).

## Història i arquitectura
Originalment fou construït l'any 1529 com lloc de reunió del gremi des carnissers amb l'estil renaixentista. El nom de l'arquitecte és desconegut. És un edifici de fusta amb 26 m d'altura, però amb una base relativament petita. El segon pis és una mica més gran que el soler. El tercer pis té un pla més gran que el segon. Al soterrani hi ha una volta que fou utilitzada per a la refrigeració i per a la conservació de carn durant l'Etat Mitjana. La façana és decorada amb colors pintures i escultures en fusta. Al costat del Kochenhauer-Amtshaus es troben altres edificis de fusta: La Stadtschänke (un hostal històric originalment construït l'any 1666) a la dreta i el Bäckeramtshaus (Gremi dels Forners, de l'any 1825) a l'esquerra. Enfront es trobà localitzat l'Ajuntament de Hildesheim, construït l'any 1268.

## Destrucció
Durant la Segona Guerra Mundial, els edificis de fusta del mercat foren completament destruïts per bombes incendiàries el 22 de març de 1945. Al seu lloc varen ser construïts edificis de formigó després de la guerra. Del Gremi dels Carnissers va restar només el soterrani amb la volta. Al seu terreny fou construït un hotel amb sis pisos i un terrat.

## Reconstrucció
Durant la dècada de 1980, el Knochenhauer-Amtshaus i els altres edificis de fusta del Mercat de Hildesheim foren reconstruïts segons plànols originals. Els edificis de formigó foren demolits entre 1984 i 1986.
El Knochenhauer-Amtshaus va ser reconstruït entre 1987 i 1989 amb 400 m³ de fusta de roure. La col·locació de la primera pedra fou el 27 d'octubre de 1987 i la inauguració fou el 2 de desembre de 1989. Teules amb 200 anys varen ser utilitzades per a la reconstrucció autèntica de la teulada. La reconstrucció del Gremi dels Carnissers i del Gremi dels Forners va costar 13,6 milions de marcs, aproximadament € 7 milions.
L'edifici actualment engloba un restaurant i el Museu Històric de la Ciutat.

## Galeria

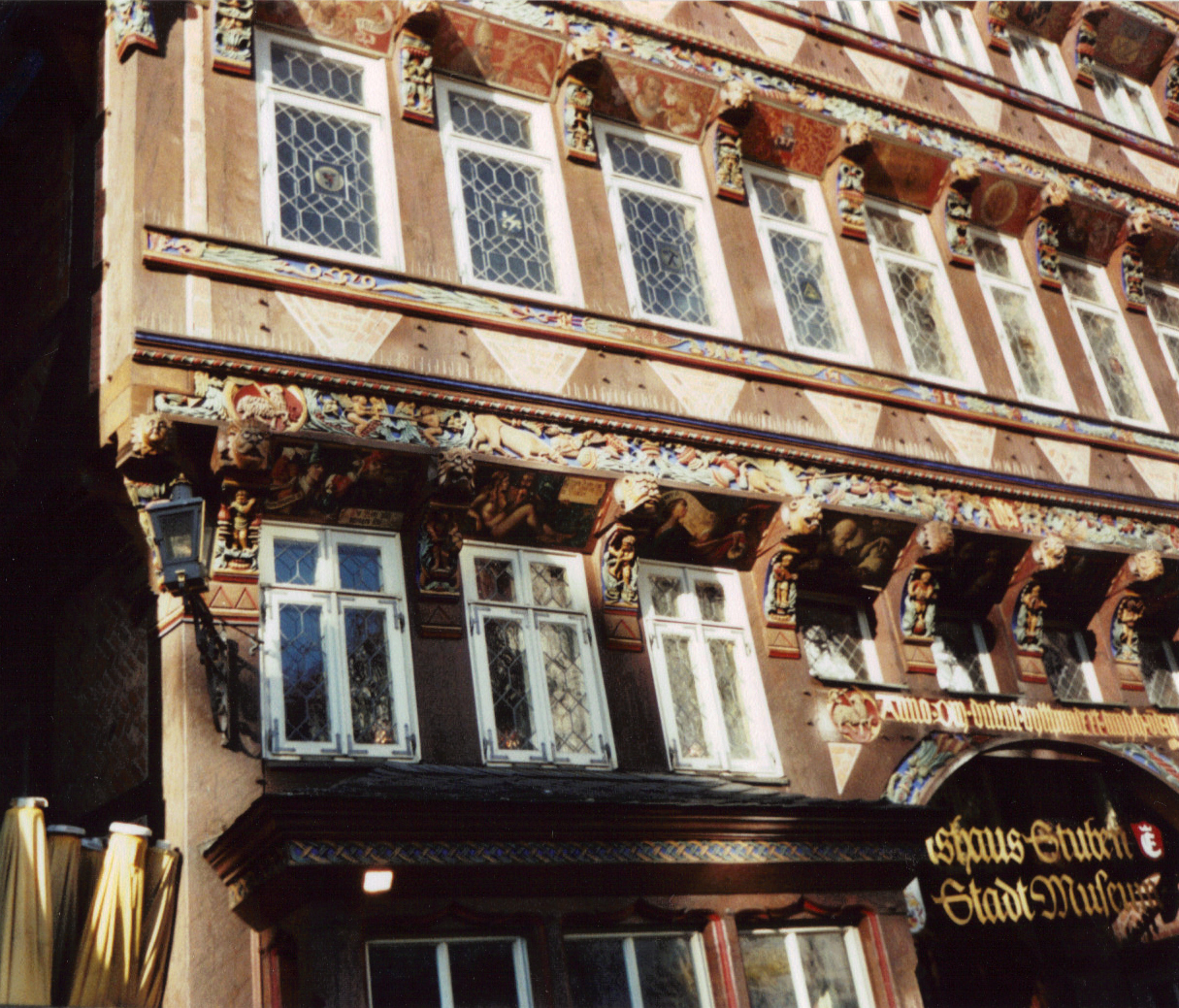
Detalls de la façana.
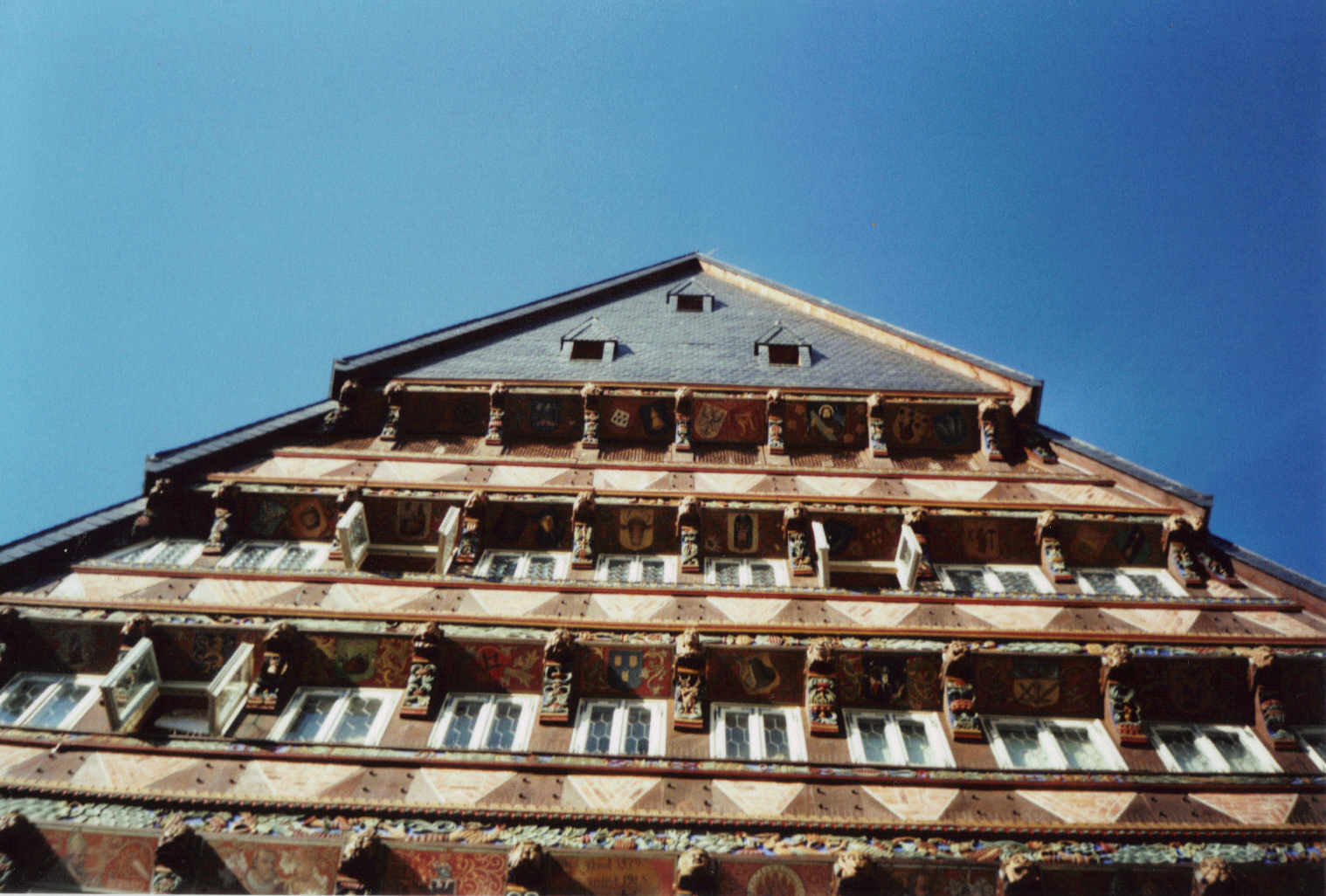
Detalls de la façana.
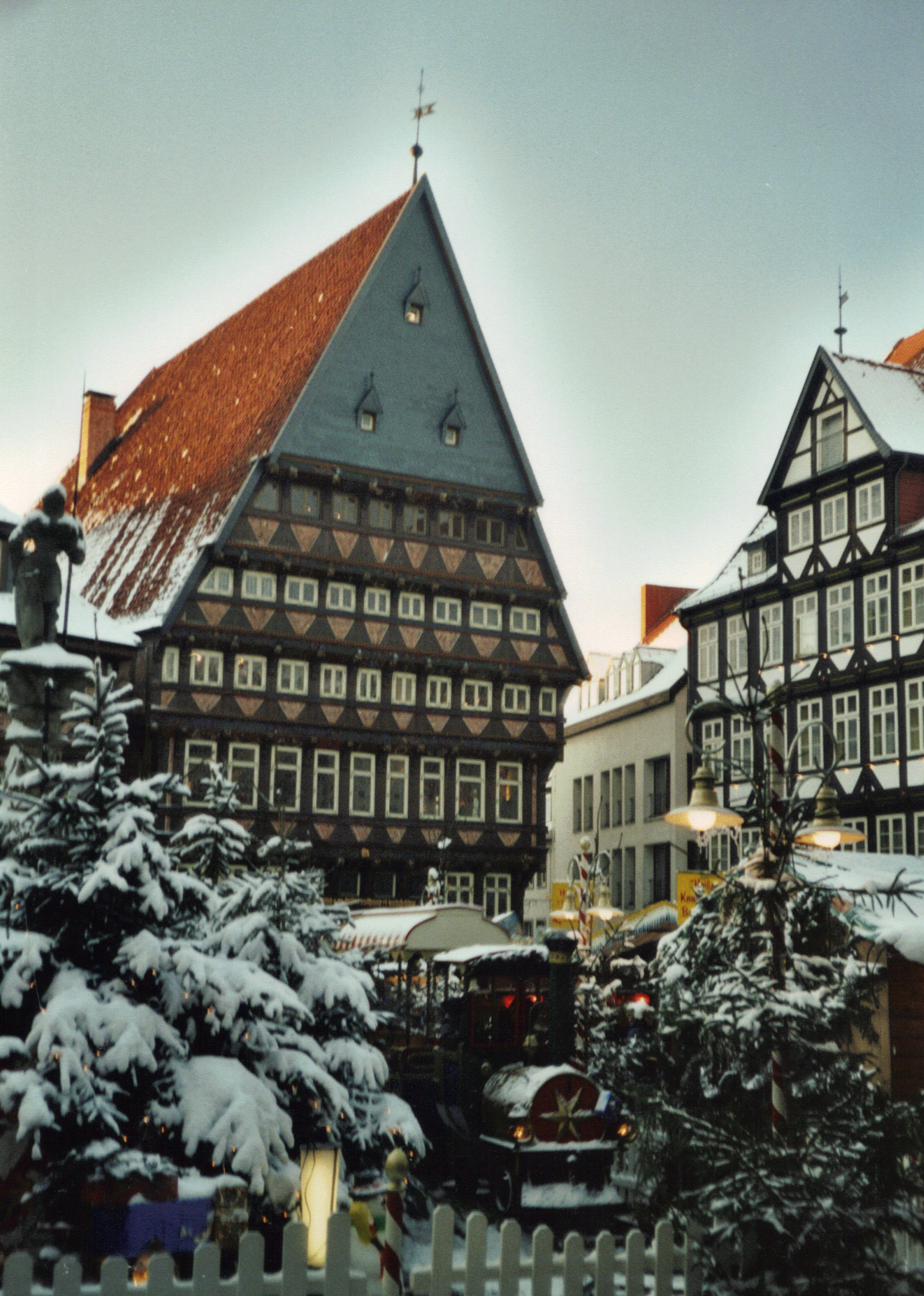
Cada any hi ha un mercat de Nadal davant del Knochenhauer-Amtshaus.
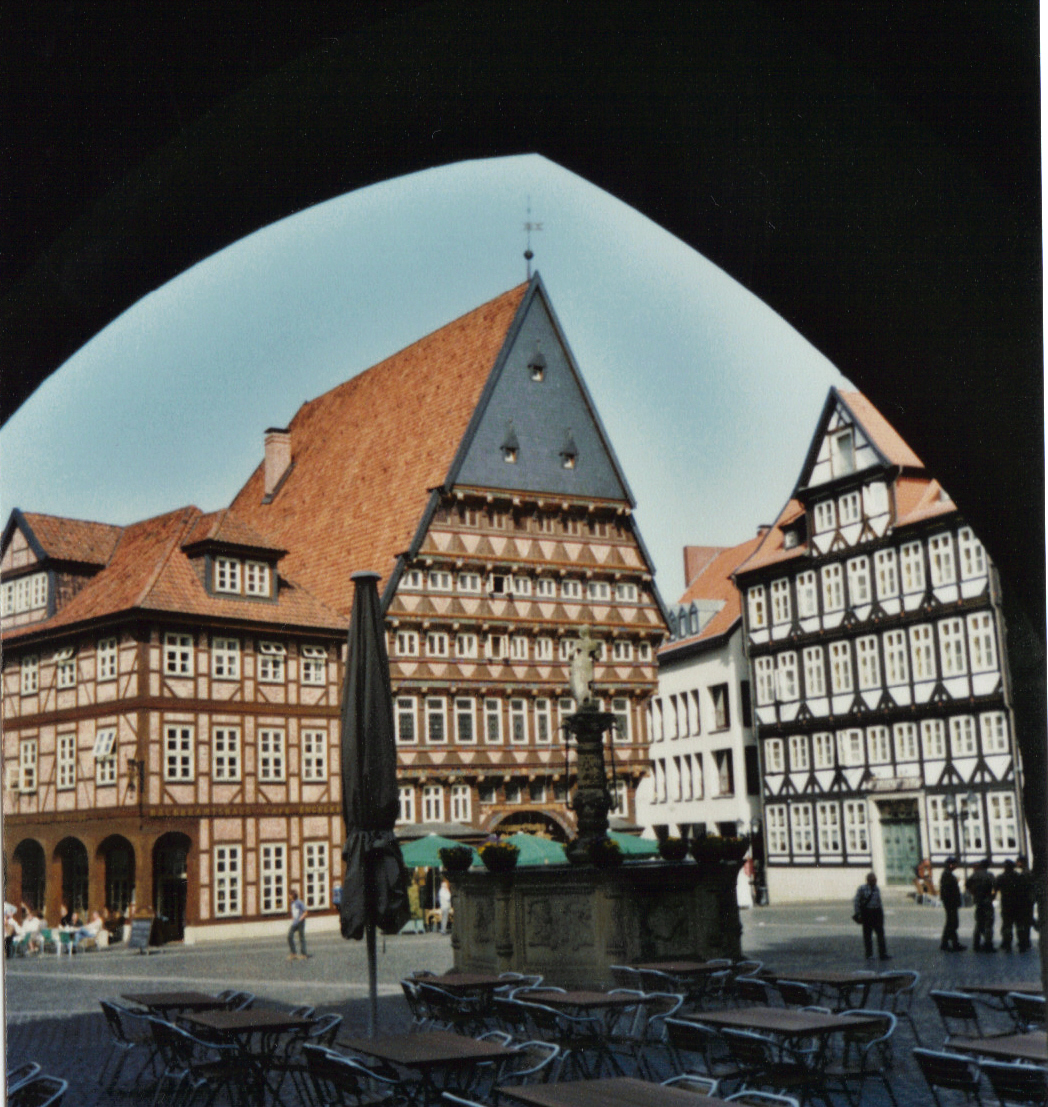
Knochenhauer-Amtshaus al Mercat de Hildesheim.